# Другая (телесериал, 2009)
Друга́я (IAST: оригинальное название — Aap Ki Antara) — популярный индийский телесериал об аутизме, транслировавшийся по Zee TV.

## Описание сюжета
Антара — незаконнорождённая девочка, которая страдает аутизмом. После смерти её матери в результате аварии о существовании Антары узнаёт её родной отец, Адитья Верма. Он берёт на себя заботу о дочери, не зная о её заболевании и сталкивается со множеством трудностей в уходе за ней. В отчаянии Адитья уже почти готов смириться с мыслью, что его дочь сумасшедшая, но однажды он попадает на приём к доктору Викраму, который объясняет ему, что она «другая». Викрам даёт ему надежду на то, что однажды Антара научится жить самостоятельно и сможет сделать карьеру. Постепенно семья Адитьи сплачивается вокруг Антары и у неё появляются друзья.
Спустя несколько лет сводный брат Антары, Абхишек Верма начинает замечать, что Антаре достаётся больше внимания со стороны его родителей. Обиженного на мать Абхишека отправляют учиться в пансионат. Став взрослым, Абхишек решает выселить сестру из дома, пользуясь своим сходством с умершим отцом. В последней серии он примиряется с сестрой.

## Подбор актёров
Роль Антары первоначально должна была сыграть четырёхлетняя Эппл Риториа — с ней были сняты три проморолика (один из них показан в эфире), однако против продолжения съёмок выступили её опекуны: подвижки в графике съёмок не позволяли девочке спать достаточное количество времени для своего возраста. Вместо неё на роль Антары была принята четырёхлетняя Заина Вастани, которую снимали в свободный от школьных занятий временной интервал с 16.30 до 19.30 часов на съёмочной площадке в Горегаоне. Зия Вастани, сестра-близнец Заины Вастани, в то же самое время снималась в фильме «Bumm Bumm Bole» (2010) вместе с Даршилом Сафари, ранее сыгравшем главную роль в фильме «Звёздочки на земле» (2007).
| Роль           | Актёр / актриса                             | Описание |
| -------------- | ------------------------------------------- | --- |
| Антара         | Заина Вастани / Анджум Фаруки               | Незаконнорождённая дочь Адитьи. У неё аутизм. Но благодаря своевременно начатому лечению она обучается навыкам самообслуживания и общения. Неравнодушна к Биллу. После смерти отца она не может покинуть дом, в котором выросла из-за аутизма. |
| Адитья Верма   | Даршан Пандия                               | Отец Антары и Абхишека, муж Видьи. Добрый и ответственный человек. Жертвует всем для лечения своей дочери и свадьбы своего брата. Умирает. |
| Видья Верма    | Праблин Сандху / Кшити Джог                 | Жена Адитьи, мать Абхишека. Работает в школе учительницей. Долгое время не может простить мужу измену и принять Антару в качестве дочери. Её сестра страдала аутизмом, и она переживает, что следующий ребёнок, которого она может родить, тоже может оказаться аутистом. У Видьи происходит выкидыш, ответственность за который она возлагает на своего мужа и, косвенно, на Антару, так как связывает многочисленные несчастия, постигшие семью Верма с появлением этой девочки. |
| Самир Верма    | Химаншу Малхотра / Прашант Раньял           | Жених Арти. Прагматичный, но добрый человек. Очень любит своего брата и пытается ему помочь наладить хорошие отношения с начальством. Однако из-за ошибки Самира Адитью увольняют из банка. |
| Арти           | Моника Самбьял                              | Сестра Адитьи, невеста Самира. Ещё до свадьбы узнаёт, что её брак окажется бездетным. Когда так и происходит удочеряет девочку по имени Милли. Познакомившись с Антарой сначала считает её проблемным ребёнком. |
| Абхишек Верма  | Радж Сумарья / Сахил Дешмух / Даршан Пандия | Сын Адитьи и Видьи Верма, младший брат Антары. |
| Биллу          | Арав Велхал / Сандип Упадьяй                | Друг и сосед Абхишека. Его знакомство с Антарой начинается с конфликта, но постепенно он влюбляется в неё и становится её другом. |
| Милли          | Апурва Паранджпе                            | Приёмная дочь Самира и Арти, подруга Антары. |
| господин Гупта | Никхил Ратанпаркхи                          | Сосед семьи Верма. Считает Антару умной девочкой, так как она умеет быстро и хорошо считать. |
| госпожа Гупта  | Алка Могха                                  | Соседка семьи Верма, мать Биллу. Любит хвастаться своим достатком. Считает Антару сумасшедшей и боится, что она заразит своим сумасшествием её сына. |
| доктор Викрам  | Сачин Курана                                | Друг Видьи, лечащий врач Антары, специалист по аутизму. Помогает семье Верма лучше понять Антару. |

## Съёмки и показ
Ещё до начала съёмок по решению производителей телесериала актёры, играющие роли родителей и врача Антары посетили школу для аутистов в Бандре.
В Индии начало показа телесериала было приурочено к Международному дню защиты детей, чтобы привлечь внимание взрослых к особенностям детского восприятия мира. К концу третьего месяца трансляции средний телевизионный рейтинг вырос до отметки 3,8. Первоначальное вечернее время показа в Индии с 16 ноября 2009 года было перенесено c 8:30 на 10:30 и это позитивно отразилось на популярности телесериала. В результате было принято решение о съемках продолжения телесериала «Другая», в котором 21-летняя Антара стала певицей. Телезрителям также планировалось показать 52-летнюю Антару и её 16-летнюю, не страдающую аутизмом дочь. Кроме того, идя навстречу просьбам телезрителей, в продолжении телесериала оставили актёра, который играл роль отца Антары: теперь он стал играть её повзрослевшего брата. Однако потом последовало неожиданное решение руководства телеканала об окончании съёмок телесериала и его замене другим — «Марионетки судьбы». Поэтому уже написанный для продолжения сценарий пришлось сократить: вместо планируемых 260 серий было снято только 175, а заключительная серия была показана 18 февраля 2010 года.
В России показ телесериала начался 3 сентября 2012 года по телеканалу Zee TV. Последняя серия была показана 3 мая 2013 года.

## Критика
Телесериал получил общественное признание и положительные отзывы у критиков в Индии за свою необычную сюжетную линию и успешное информирование об аутизме. Вместе с тем Приянка Перейра (обозреватель «The Indian Express») отметила, что идея этого телесериала, также как и у многих других телесериалов, позаимствована из болливудского фильма: образ пятилетней аутичной Антары схож с образом восьмилетнего мальчика-вундеркинда, страдающего дислексией в фильме «Звёздочки на земле» (2007).
Доктор Ойген де`Суза в своей статье отметил, что этот телесериал описал аутизм доступно и понятно для людей без специального медицинского образования. Согласно данным одного из опросов абонентов в 2009 году в Индии, Непале, Пакистане, Таиланде и Италии (странах показа) 65 % всех опрошенных до этого телесериала не знало о существовании аутизма.

## Награды
- «Promax awards» в категории «Best Promotional Campaign» в 2010 году (награда от «Esselgroup»)[20].
- «Best Serial of the Year 2009» от «Varisht Nagrik Кесари Club», a social wing of leading Hindi newspaper «Punjab Kesari»[21][22].